# 1990 في ماليزيا
فيما يلي قوائم الأحداث التي وقعت خلال عام 1990 في ماليزيا.

## سياسة

### انتهاء فترة المنصب
- 26 أكتوبر – لي كيم ساي وزير الرفاه الحضري والاسكان والحكم المحلي [الإنجليزية]‏.

## رياضة
- 1 يناير – كأس العالم لكرة السلة للنساء 1990 الفائز منتخب الولايات المتحدة لكرة السلة للسيدات.

## مواليد

### فبراير
- 27 فبراير – حافظ موسيقي ماليزي.

### أبريل
- 2 أبريل – ك. روبن لاعب كرة قدم ماليزي.
- 24 أبريل – رونالد دنيس لاعب كرة قدم ماليزي.

### يونيو
- 4 يونيو – رشيد آية لاعب كرة قدم ماليزي.

### أغسطس
- 18 أغسطس – ستايسي مغنية ماليزية.
- 19 أغسطس – نيكولاس تشنغ ممثل ماليزي.

### سبتمبر
- 19 سبتمبر – أليف ستار

## وفيات

### مايو
- 29 مايو – حسين أون (مواليد 1922) سياسي ماليزي.

### أكتوبر
- 4 أكتوبر – جيل بينيت (مواليد 1931) ممثلة بريطانية.

### ديسمبر
- 17 ديسمبر – تونكو عبد الرحمن (مواليد 1903) سياسي ماليزي.